# ریسز میل (ویرجینیای غربی)
ریسز میل (به انگلیسی: Reeses Mill) یک منطقهٔ مسکونی در ایالات متحده آمریکا است که در شهرستان مینرال، ویرجینیای غربی واقع شده‌است.